# Буапа, Симон
Симон Буапа (фр. Simon Boypa; род. 19 марта 1999, Париж) — французский легкоатлет, специалист по бегу на короткие дистанции. Выступает на профессиональном уровне с 2015 года, обладатель бронзовой медали чемпионата Европы, бронзовый призёр чемпионата Франции, участник чемпионата мира в Орегоне.

## Биография
Симон Буапа родился 19 марта 1999 года в Париже, Франция. Занимался лёгкой атлетикой с 2012 года, проходил подготовку в клубе EA Cergy-Pontoise Athlétisme под руководством тренера Филиппа Фавро.
Первого серьёзного успеха на международном уровне добился в сезоне 2015 года, когда вошёл в состав французской сборной и выступил на Европейском юношеском Олимпийском фестивале в Тбилиси, где стартовал в беге на 400 метров и вместе с соотечественниками одержал победу в зачёте эстафеты 4×100 метров.
Последующие несколько лет регулярно стартовал на различных юношеских, юниорских и молодёжных стартах. Соревновался преимущественно на территории Франции, на крупные международные турниры не выезжал.
На чемпионате Франции 2022 года в Кане Буапа с личным рекордом 46,01 выиграл бронзовую медаль в беге на 400 метров, уступив на финише только Тома Жордье и Тео Андану. Благодаря этому успешному выступлению удостоился права защищать честь страны на чемпионате мира в Орегоне — благополучно преодолел предварительный квалификационный этап эстафеты 4×400 метров, тогда как в финале со своей командой показал седьмой результат. Позднее в той же дисциплине принял участие в чемпионате Европы в Мюнхене — успешно выступил в предварительном забеге, а финале французские спринтеры уже без его участия завоевали бронзовые награды — здесь их обошли только сборные Великобритании и Бельгии.
В 2023 году Симон Буапа продолжил спортивную карьеру, в частности на зимнем чемпионате Франции в Обьере установил личный рекорд на дистанции 400 метров в помещении — 46,90. В качестве запасного бегуна присутствовал во французской эстафетной команде на чемпионате мира в Будапеште, однако выйти здесь на старт ему не довелось.